# 贾桂兰
贾桂兰（1912年—1998年），艺名小金钢钻，女，直隶安次人，中国河北梆子表演艺术家，中国戏剧家协会理事。